# Alexander Wassiljewitsch Igumnow
Alexander Wassiljewitsch Igumnow (russisch Александр Васильевич Игумнов; * 1761 in der Kudarinskaja-Festung bei Troizkossawsk; † 24. Oktoberjul. / 5. November 1834greg. in Irkutsk) war ein russischer Mongolist, Übersetzer und Buddhismuskundler.

## Leben
Igumnows Vater war Kollegienassessor (8. Rangklasse) und diente in  Troizkossawsk, Peking und Transbaikalien und diente als Übersetzer für Mongolisch und Mandschurisch. Der Großvater war Aufseher der staatlichen Handelskarawanen nach Urga. Igumnow wuchs unter Mongolen auf und besuchte 1771–1777 die Übersetzergarnisonsschule bei der Grenzkanzlei in Selenginsk an der Selenga (seit 1840 Nowosselenginsk, in der Nähe vom heutigen Gussinoosjorsk und etwa 200 km oberhalb des 1961 gegründeten Selenginsk). Darauf diente er als Übersetzer in der Grenzkanzlei in  Troizkossawsk.
1781 und 1782 begleitete Igumnow die Russische Geistliche Mission nach Peking. Danach lebte er in Moskau im Hause Nikita Akinfijewitsch Demidows und studierte die Literatur über die Mongolen. 1791 reiste er nach Irkutsk und löste einen Grenzkonflikt mit China, worauf er vom Kollegienregistrator (14. Rangklasse) zum Kollegiensekretär (10. Rangklasse) befördert wurde. Wegen seines kritischen Denkens hatte er Schwierigkeiten im Dienst und musste mehrmals die Stelle wechseln. Er arbeitete in untergeordneter Stellung 1793–1795 in Nertschinsk und 1795–1798 am unteren Hofgericht in Irkutsk. Er kannte gut die Sitten und Gebräuche der örtlichen Bevölkerung. 1797 sammelte er im Gouvernement Irkutsk mehr als die Hälfte der rückständigen Abgaben ein. 1798 organisierte er den Kauf der Wolle bei den Burjaten für die Irkutsker Tuchfabrik. 1799–1804 leitete er die Ansiedlung in Transbaikalien. 1805 wurde er zu Graf Juri Alexandrowitsch Golowkin versetzt, der gerade zum außerordentlichen Botschafter in China ernannt worden war.
1809 schied Igumnow aus dem Dienst und ließ sich in Werchneudinsk nieder, wo er burjatische Kinder unterrichtete. Er wurde 1819 Mitglied der Werchneudinsker Untersuchungskommission und 1822 Beisitzer des Ehrengerichts. Später reiste er nach Irkutsk, wo er zum bevollmächtigten Vertreter des Generalgouverneurs Ostsibiriens für die Lösung von Konflikten mit Burjaten und Mongolen ernannt wurde. In Irkutsk arbeitete er als Übersetzer insbesondere auch für den Generalgouverneur Ostsibiriens und erstellte ein Mongolisch-Wörterbuch, dessen Manuskript er dem Irkutsker Gymnasium vermachte. Er übersetzte Bücher der Heiligen Schrift ins Mongolische. Er gründete in Irkutsk eine Mongolischschule und dann eine Mongolischklasse im Irkutsker Geistlichen Seminar. Er schuf das erste Mongolisch-Russisch-Wörterbuch. Der neue Kurator Michail Nikolajewitsch Mussin-Puschkin der Universität Kasan schickte den Wissenschaftler Józef Kowalewski, der Mongolisch lernen sollte, nach Irkutsk zu Igumnow. Darauf begleitete Igumnow Kowalewski bei dessen Studienreisen in Transbaikalien. Igumnow verkaufte  seine Bibliothek an Paul Ludwig Schilling von Cannstatt und hinterließ viele Manuskripte über die Mongolen und den Buddhismus.
Igumnow wurde auf dem Jerusalember Friedhof in Irkutsk begraben.